# Фалін Юрій Павлович
Юрій Павлович Фалін рос. Юрий Павлович Фалин (нар. 2 березня 1937, Москва — пом.3 листопада 2003, Москва) — радянський футболіст, що грав на позиції нападника і півзахисника. По закінченні кар'єри футболіста — футбольний тренер. Відомий за виступами у московських футбольних клубах вищої радянської ліги «Торпедо» і «Спартак», а також у складі збірної СРСР, у тому числі на чемпіонаті світу 1958 року. Неодноразовий чемпіон СРСР та володар Кубка СРСР.

## Кар'єра футболіста
Народився Юрій Фалін у Москві, та розпочав займатися футболом у московській школі ФШМ. У 1955 році дебютував у складі московського «Торпедо» у вищій радянській лізі, де протягом кількох років був одним із основних гравців лінії атаки. У 1960 році здобув разом із командою титул чемпіона СРСР. У тому ж році «Торпедо» також виграло й Кубок СРСР, щоправда Фалін у фінальному матчі не грав.
У 1961 році Юрій Фалін став гравцем іншої московської команди вищої союзної ліги «Спартак». У складі команди він продовжував бути одним із гравців основного складу, та у 1962 року став уже в складі «Спартака» чемпіоном країни. У 1963 році здобув разом із командою вже повноцінний титул володаря кубка країни, прочому відзначився забитим м'ячем у фінальному матчі. У 1965 році разом із командою знову став володарем Кубка СРСР.
У 1966 році Фалін один сезон провів у команді вищої ліги «Кайрат» з Алма-Ати, після чого повернувся до «Спартака». У 1968 році став гравцем команди другої групи класу «А» «Шинник» з Ярославля. Після закінчення сезону завершив виступи унаслідок чисельних травм.

## Виступи за збірну
У 1958 році Юрій Фалін уперше отримав запрошення до складу збірної СРСР, та дебютував у її складі в товариському матчі зі збірною Англії 18 травня 1958 року. У цьому ж році його включили до складу збірної на чемпіонат світу, де він зіграв один матч знову зі збірною Англії. Удруге Фаліна включили до складу збірної у 1964 році, і він зіграв у товариському матчі зі збірною Алжиру, після чого до складу збірної не запрошувався.

## Після завершення кар'єри футболіста
Після завершення виступів на футбольних полях Юрій Фалін працював тренером у команді «Динамо-2», деякий час працював у посольстві СРСР в Еквадорі, пізніше знову тренером «Динамо-2». Пізніше Юрій Фалін працював тренером у московських аматорських командах «М'ясокомбінат» і «Рубльово», а також тривалий час грав за низку ветеранських команд.
Помер Юрій Фалін 3 листопада 2003 року в Москві, похований на Троєкурівському цвинтарі.

## Досягнення
- Чемпіон СРСР (2):

«Торпедо» (Москва): 1960
«Спартак» (Москва): 1962
- Володар Кубка СРСР (2):

«Спартак» (Москва): 1963, 1965